# けんか山遺跡
座標: 北緯35度32分14.2秒 東経139度33分16.3秒 / 北緯35.537278度 東経139.554528度
けんか山遺跡（けんかやまいせき）は、かつて神奈川県横浜市都筑区見花山（調査当時は緑区川和町）に所在した、旧石器時代から縄文時代早期～中期・古墳時代中期（5世紀）にかけての複合遺跡。港北ニュータウン遺跡群の1つとして発掘調査された。花見山遺跡の南隣に位置する。

## 概要
鶴見川・早渕川に挟まれた丘陵地帯の中にある標高55メートル程の台地上に所在する。1965年（昭和40年）から始められた港北ニュータウン開発に伴う埋蔵文化財調査に伴い、1977年（昭和52年）から1978年（昭和53年）にかけて発掘調査された（港北ニュータウン遺跡群調査）。
調査の結果、関東ローム層（L1H中層）中から旧石器時代の石器集中（石器製作遺構）のほか、縄文時代の竪穴建物9軒（前期諸磯式期1軒、十三菩提式期1軒、中期加曽利EⅡ～EⅣ式期3軒、不明1軒）、炉穴14基（早期）、落とし穴91基（早期）、土坑墓1基（中期）、性格不明土坑14基（前期～中期）、焼土2か所（中期?）、集石遺構4基（時期不明）、埋設土器2基（中期）が検出された。このほか、古墳時代中期の竪穴建物が1軒検出された。
当遺跡の旧石器時代の石器製作遺構から谷を挟んで約80メートル離れた地点には、花見山遺跡の礫群が検出されており、本来両遺跡の旧石器時代遺構は一体の関係にあったものと考えられている。また両遺跡は港北ニュータウン地域において初めて確認された旧石器時代遺跡となった。なお、けんか山遺跡周辺は港北ニュータウン遺跡群内でも旧石器時代に遡る遺構を含む遺跡が密集する地域である（花見山遺跡・三の丸遺跡・二ノ丸遺跡・四枚畑遺跡・川和向原遺跡など）。調査後は全域が住宅街に造成されている。